# Arturo Huerta
Arturo Huerta, född 30 mars 1964, är en friidrottare från Kanada. Han deltog vid olympiska sommarspelen 1996 och olympiska sommarspelen 2000.